# Do bemol mayor
La tonalidad de Do bemol mayor (Do♭M en el sistema europeo o internacional; y C♭ el sistema anglosajón) es la que contiene los siete sonidos de la escala mayor de do♭. Su armadura tiene siete bemoles, uno en cada nota de la escala: si, mi, la, re, sol, do y fa. Es la tonalidad con más bemoles (si no tenemos en cuenta tonalidades con dobles alteraciones).
Su relativo menor es la bemol menor, su tonalidad homónima es do♭ menor, y su tonalidades enarmónicas son si mayor y la doble sostenido mayor.
La escala de do♭ mayor ascendente (de más grave a más agudo) :  do♭ re♭, mi♭, fa♭, sol♭, la♭, si♭, do♭; y su acorde tríada de tónica: do♭, mi♭, sol♭.

## Características
Desde la popularización de la afinación por temperamento igual, no hay ninguna tonalidad que tenga un «carácter» propio porque  todas las tonalidades mayores son una transposiciones del mismo modelo, y como consecuencia, los intervalos no cambian. Es decir, que todas las tonalidades mayores suenan igual. Por eso, las asociaciones que se hacen con cada tonalidad son a nivel personal y pueden ser muy diferentes. 
Hector Berlioz dice que esta tonalidad es «noble, pero no muy sonora» en su Gran Tratado de Instrumentación,  pero también la define como «casi impracticable». Por eso, la mayoría de autores componen sus obras en si mayor (su tonalidad enarmónica, que además tiene menos alteraciones: cinco sostenidos en vez de siete bemoles). Aun así, hay casos donde puede ser preferible usar do bemol mayor:
La gran mayoría de las arpas están afinadas en do bemol mayor mediante el «sistema de doble acción» que fue diseñado por Sébastien Érard. En el arpa, esta tonalidad es mucho más resonante que si mayor (porque todos los pedales están en la posición alta). Por eso, no es raro que las obras escritas en si mayor tengan la parte de arpa escrita en do♭ mayor. Este fenómeno se da, por ejemplo, en el poema sinfónico Tintagel de Arnold Bax.
Otro caso en el que se puede utilizar esta tonalidad en vez de su enarmónico es cuando la tonalidad principal (es decir, la más importante) de una obra no es si mayor, pero a lo largo de la obra cambia de tonalidad. En este caso, si la tonalidad principal ya tiene bemoles, el autor puede elegir modular a do♭ mayor añadiendo los bemoles restantes en vez de cambiar a si mayor (quitando los bemoles de la tonalidad principal y añadiendo cinco sostenidos). Por ejemplo, la Sonata para piano n.º 26 de Beethoven empieza en mi♭ mayor (con tres bemoles), pero en unos pocos compases modula a do♭ mayor. Beethoven prefirió añadir cuatro bemoles que quitar los tres existentes y poner cinco sostenidos.

## Otras Tonalidades
| Tonalidad   | 7 ♭       | 6 ♭        | 5 ♭       | 4 ♭       | 3 ♭       | 2 ♭       | 1 ♭      | 0        | 1 ♯       | 2 ♯      | 3 ♯       | 4 ♯       | 5 ♯        | 6 ♯       | 7 ♯       |
| Modo mayor: | do♭ mayor | sol♭ mayor | re♭ mayor | la♭ mayor | mi♭ mayor | si♭ mayor | fa mayor | do mayor | sol mayor | re mayor | la mayor  | mi mayor  | si mayor   | fa♯ mayor | do♯ mayor |
| Modo menor: | la♭ menor | mi♭ menor  | si♭ menor | fa menor  | do menor  | sol menor | re menor | la menor | mi menor  | si menor | fa♯ menor | do♯ menor | sol♯ menor | re♯ menor | la♯ menor |